# Большой Кадильный
Мыс Большо́й Кади́льный — мыс на юго-западном побережье Байкала в Иркутском районе Иркутской области.
Расположен примерно посередине водного пути между посёлками Листвянка и Большое Голоустное. В 5 км севернее оконечности мыса находится гора Кадильная. Северо-восточнее мыса в Байкал впадает падь Большая Кадильная.
На мысе расположен кордон Прибайкальского национального парка. Здесь же находится турбаза национального парка с несколькими гостевыми домами, столовой и баней.
Название «кадильный» связано с известняковым карьером, где раньше жгли (кадили) известь. Остатки этих разработок и печей можно видеть и сегодня за домом егеря.